# Герман Сабо
Герман Сабо (нар. 18 листопада 1988, Тбілісі) — грузинський політик угорського походження. Член політичної партії «Гірчі». З 19 листопада 2021 року депутат парламенту Грузії 10-го скликання за партійним списком, виборчий блок: «Гірчі». З липня по листопад 2021 року співробітник офісу депутатської політичної групи «Гірчі».
У 2012 році закінчив Тбіліський державний університет за спеціальністю «соціальні та політичні науки». У 2019 році він був кандидатом від «Гірчі» на довиборах, що відбулися в мажоритарному окрузі Мтацмінда. набрав 4,76% голосів (701 голос).